# Cod canonic
Codul canonic reprezintă, în cultura occidentală, legea Bisericii Catolice și a Bisericii Anglicane. Pentru Bisericile Ortodoxe Răsăritene, conceptul de cod canonic este similar, dar nu identic cu cel occidental, care este mai juridic și legislativ în conținut și exprimare. În ambele tradiții, canonul (din greacă κανών/kanon, însemnând regulă, standard sau măsură) este o regulă adoptată de un conciliu. Aceste canoane au constituit baza codului canonic. 
În Biserica Catolică, canoanelor conciliare li s-au adăugat decretele papale, care fuseseră adunate împreună în: Liber Extra (1234), Liber Sextus (1298) și Clementines (1317). În sec. XX, Biserica Catolică a început să codifice aceste canoane, și astfel a luat formă Codul Canonic din 1917. O ediție revizuită, Codex Iuris Canonici (Codul de Drept Canonic, CIC) a fost publicat sub pontificatul lui Ioan Paul al II-lea, în 1983, pentru a cuprinde și noile reglementări ale Conciliului Vatican II.
Codul canonic în Biserica Catolică este un sistem juridic complet dezvoltat, având toate componentele sale (judecători, procuratori, avocați); cel mai mare grad academic al Codul Canonic este Juris Canonici Doctor (Doctor în Drept Canonic).
Bisericile Catolice Orientale au un cod canonic propriu. Prima parte a Codului Canoanelor Bisericilor Răsăritene, purtând numele de Codex Iuris Canonici Orientalis (Codul de Drept Canonic Oriental) a fost parțial încheiată în timpul pontificatului lui Pius al XII-lea, care l-a promulgat în 1948. Cu toate acestea, în 1959, Papa Ioan al XXIII-lea a suspendat publicarea celei de-a doua părți datorită reformelor Conciliului Vatican II, ale cărui reglementări trebuiau implementate. Într-un final, Codex Canonum Ecclesiarum Orientalium (Codul Canoanelor Bisericilor Răsăritene, CCEO) a fost promulgat în noiembrie 1990, în timpul pontificatului lui Ioan Paul al II-lea. Codul se aseamănă Codului de Drept Canonic, având doar reglementări de nuanță, cu privire la organizarea ierarhică și administrativă a Bisericilor Orientale.
Bisericile Ortodoxe au un cod canonic mai puțin oficios, tradiția ortodoxă privind canoanele mai degrabă ca îndrumări, și nu legi absolute, îndrumări pe care le practică diferit, în funcție de circumstanțele istoric-culturale ale fiecărei zone. Rațiunea acestor interpretări este aceea că, dacă Conciliile Ecumenice (în care deliberările se desfășurau în limba greacă) ar fi dorit ca acele canoane să fie privite ca legi absolute, le-ar fi numit νόμοι / nomoi (legi), și nu κανόνες / kanones (reguli).
Bisericile Ortodoxe de limbă greacă au adunat canoanele și comentariile acestora într-o lucrare numită Πηδάλιον / Pidalion (cârmă). Chiar și așa, lucrarea nu reprezintă un cod propriu-zis, dar mai degrabă o culegere a tradiției și interpretării canoanelor. Pidalionul a apărut întâi în limba greacă în perioada 1791-1800, iar prima traducere românească a acestuia a fost în anul 1844.